# Хесус Гамес
Хесус Гамес (ісп. Jesús Gámez; нар. 10 квітня 1985, Фуенхірола) — іспанський футболіст, що грав на позиції правого захисника, насамперед за «Малагу», а також за олімпійську збірну Іспанії.

## Клубна кар'єра
Народився 10 квітня 1985 року в місті Фуенхірола. Вихованець футбольної школи «Малаги».
У дорослому футболі дебютував 2004 року виступами за другу команду клубу, в якій протягом двох сезонів взяв участь у 40 матчах чемпіонату. Наступного року провів свою першу гру і за головну команду клубу. Відіграв за неї наступні дев'ять сезонів своєї ігрової кар'єри, ставши із часом головним правим захисником команди. Провів у її формі дев'ять сезонів, з них сім — на рівні Ла-Ліги.
8 серпня 2014 року уклав трирічний контракт із чинними на той час чемпіонами Іспанії, мадридським «Атлетіко». Не зумів нав'язати конкуренцію основному правому захиснику команду Хуанфрану і, якщо й виходив на поле, то на позиції лівого захисника. Зокрема взяв участь лише в одній грі в єврокубковій кампанії 2015/16, яка завершилася для «Атлетіко» фіналом Ліги чемпіонів 2016, де він лише у серії пенальті поступився землякам з «Реала».
Влітку 2016 року уклав дворічну угоду з англійським на той час друголіговим «Ньюкасл Юнайтед». За рік команда підвищилася в класі і повернулася до Прем'єр-ліги, проте іспанець за неї майже не грав і загалом за два роки виходив на поле у 10 іграх усіх турнірів, після чого 2018 року оголосив про завершення ігрової кар'єри.

## Виступи за збірну
2005 року залучався до складу молодіжної збірної Іспанії. У її складі був учасником тогорічних Середземноморських ігор, де забив 2 голи у 4 іграх, допомігши своїй команді стати переможцем турніру.

## Статистика виступів

### Статистика клубних виступів
| Сезон                       | Команда                     | Чемпіонат                   | Чемпіонат | Чемпіонат | Національний кубок | Національний кубок | Національний кубок | Континентальні кубки | Континентальні кубки | Континентальні кубки | Інші змагання | Інші змагання | Інші змагання | Усього | Усього |
| Сезон                       | Команда                     | Ліга                        | Ігор      | Голів     | Ліга               | Ігор               | Голів              | Ліга                 | Ігор                 | Голів                | Ліга          | Ігор          | Голів         | Ігор   | Голів  |
| --------------------------- | --------------------------- | --------------------------- | --------- | --------- | ------------------ | ------------------ | ------------------ | -------------------- | -------------------- | -------------------- | ------------- | ------------- | ------------- | ------ | ------ |
| 2005–06                     | «Малага»                    | ПД                          | 15        | 0         | КІ                 | 0                  | 0                  | -                    | -                    | -                    | -             | -             | -             | 30     | 3      |
| 2006–07                     | «Малага»                    | СД                          | 38        | 1         | КІ                 | 2                  | 0                  | -                    | -                    | -                    | -             | -             | -             | 40     | 1      |
| 2007–08                     | «Малага»                    | СД                          | 35        | 0         | КІ                 | 1                  | 0                  | -                    | -                    | -                    | -             | -             | -             | 36     | 0      |
| 2008–09                     | «Малага»                    | ПД                          | 35        | 0         | КІ                 | 0                  | 0                  | -                    | -                    | -                    | -             | -             | -             | 35     | 0      |
| 2009–10                     | «Малага»                    | ПД                          | 32        | 0         | КІ                 | 4                  | 0                  | -                    | -                    | -                    | -             | -             | -             | 36     | 0      |
| 2010–11                     | «Малага»                    | ПД                          | 30        | 0         | КІ                 | 2                  | 0                  | -                    | -                    | -                    | -             | -             | -             | 32     | 0      |
| 2011–12                     | «Малага»                    | ПД                          | 26        | 0         | КІ                 | 1                  | 0                  | -                    | -                    | -                    | -             | -             | -             | 27     | 0      |
| 2012–13                     | «Малага»                    | ПД                          | 28        | 0         | КІ                 | 4                  | 0                  | ЛЧ                   | 10                   | 0                    | -             | -             | -             | 42     | 0      |
| 2013–14                     | «Малага»                    | ПД                          | 28        | 0         | КІ                 | 2                  | 0                  |                      | -                    | -                    |               | -             | -             | 30     | 0      |
| Усього за «Малагу»          | Усього за «Малагу»          | Усього за «Малагу»          | 267       | 1         |                    | 16                 | 0                  |                      | 10                   | 0                    |               |               |               | 293    | 1      |
| 2014–15                     | «Атлетіко»                  | ПД                          | 14        | 0         | КІ                 | 4                  | 0                  | ЛЧ                   | 3                    | 0                    | СІ            | 0             | 0             | 21     | 0      |
| 2015–16                     | «Атлетіко»                  | ПД                          | 10        | 0         | КІ                 | 5                  | 0                  | ЛЧ                   | 1                    | 0                    | -             | -             | -             | 16     | 0      |
| Усього за «Атлетіко»        | Усього за «Атлетіко»        | Усього за «Атлетіко»        | 24        | 0         |                    | 9                  | 0                  |                      | 4                    | 0                    |               | 0             | 0             | 37     | 0      |
| 2016–17                     | «Ньюкасл Юнайтед»           | ЧФЛ                         | 5         | 0         | КА+КЛ              | 1+1                | 0+0                | -                    | -                    | -                    | -             | -             | -             | 7      | 0      |
| 2017–18                     | «Ньюкасл Юнайтед»           | ПЛ                          | 2         | 0         | КА+КЛ              | 0+1                | 0+0                | -                    | -                    | -                    | -             | -             | -             | 3      | 0      |
| Усього за «Ньюкасл Юнайтед» | Усього за «Ньюкасл Юнайтед» | Усього за «Ньюкасл Юнайтед» | 7         | 0         |                    | 3                  | 0                  |                      | 0                    | 0                    |               | 0             | 0             | 10     | 0      |
| Усього за кар'єру           | Усього за кар'єру           | Усього за кар'єру           | 298       | 1         |                    | 28                 | 0                  |                      | 14                   | 0                    |               | 0             | 0             | 340    | 1      |

## Титули і досягнення
- Переможець Середземноморських ігор: 2005
- Володар Суперкубка Іспанії з футболу (1):

«Атлетіко Мадрид»: 2014
- Переможець Чемпіонату Футбольної ліги (1):

«Ньюкасл Юнайтед»: 2016–2017